# Rue Saint-Maur (metropolitana di Parigi)
Rue Saint-Maur è una stazione della metropolitana di Parigi, sita sulla linea 3 (Gallieni - Pont de Levallois - Bécon), nell'XI arrondissement di Parigi.

## La stazione
L'antico nome della stazione, Saint-Maur, è stato trasformato in Rue Saint-Maur nell'anno 2000.

## Accessi
La stazione ha due accessi da avenue de la République:
- all'altezza di Rue Saint-Maur
- e in rue Servan.

## Interconnessioni
- Nessuna connessione con i bus RATP

## Nelle vicinanze
- ESCP Business School